# Avenue du Général-de-Gaulle (Massy)
Pour les articles homonymes, voir Avenue du Général-de-Gaulle.
L’ avenue du Général-de-Gaulle est une voie de Massy dans le quartier du Vieux Massy ou Massy Centre.

## Situation et accès
L’avenue du Général-de-Gaulle relie le carrefour (rond-point) avec la rue du 8 mai 1945, l’avenue de Paris, l’avenue de l’Europe et la voie de Briis au rond-point Salvador-Allende (carrefour avec les avenues Salvador-Allende et des Martyrs-de-Soweto). Elle croise la rue de la Division-Leclerc et passe au débouché de la rue de la Source. 
Elle est desservie par la gare de Massy - Verrières.

## Dénomination
L'avenue honore le général de Gaulle.

## Historique
La partie entre le rond-point avec l’avenue de Paris, rue du 8 mai 1945 et le croisement avec la rue de la Division-Leclerc est ouverte vers 1960 en bordure de la résidence de la Tuilerie construite à la fin des années 1950 à l’emplacement d’une très ancienne tuilerie partiellement détruite dans les bombardements de 1944, rouverte en 1947 puis fermée définitivement au début des années 1950.
La partie entre le croisement avec la rue de la Division-Leclerc et l’avenue des Martyrs-de-Soweto prévue dès avril 1968 n’est inaugurée qu’en juin 1980. Ce retard était dû au projet d’autoroute à proximité. Le remblai qui passait sous les ponts de Chartres et de Gallardon est déblayé. Ce remblai était prévu pour la plateforme de la ligne Paris-Chartres par Gallardon dont le projet est abandonné dans les années 1930 puis remplacé par celui d’une autoroute auquel la municipalité de Massy était opposée, enfin par la ligne de TGV qui passe sous un pont en béton au-dessus de l’avenue.

## Description

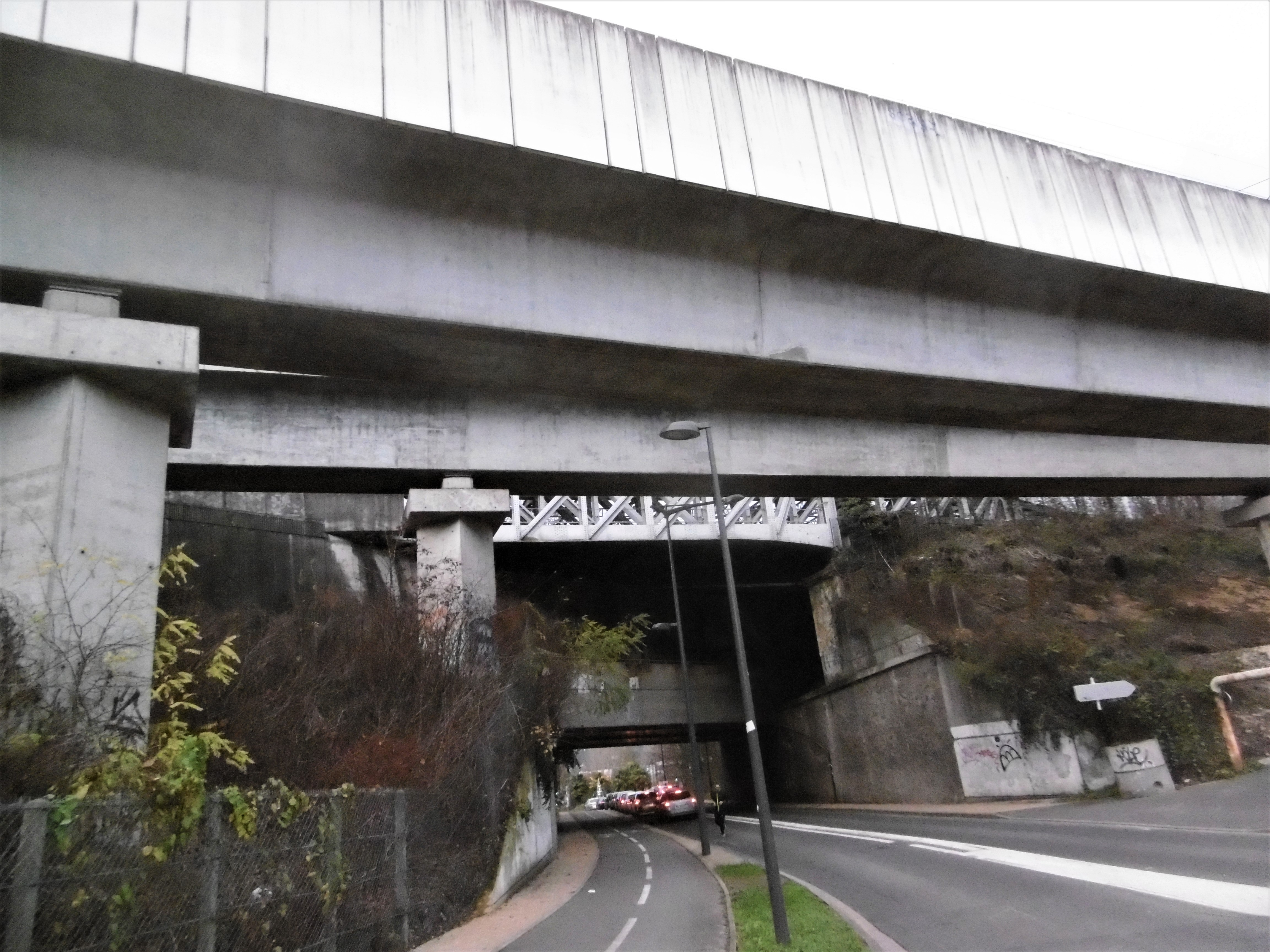
Massy av. du Général de Gaulle sous les voies ferrées

L'avenue comprend deux voies de circulation à sens unique en direction de l’avenue des Martyrs-de-Soweto  (sud-nord) bordées d’un trottoir côté est (centre ville), d’une piste cyclable bidirectionnelle et trottoir côté ouest.
Au départ de l’avenue des Martyrs-de-Soweto, l’avenue du Général-de-Gaulle  passe sous un ensemble de 5 ponts ferroviaires comprenant les ponts de Chartres et de Gallardon, longe l’espace vert du bassin des Goachères et la mairie, croise la rue de la Division-Leclerc, puis longe le talus de la ligne de tramway T12.
Côté est, l’avenue longe les terrains arrière de la Cimade (ancienne propriété de l'historien  Fustel de Coulanges puis de l'ancien maire de Massy et ophtalmologiste Paul Bailliart), longe les immeubles en surplomb de la Résidence de la Tuilerie, ceux, également en surplomb, du commissariat de police, des résidences de la Colline et de la Source datant de 1986, passe à l’arrière des parcelles des maisons de la rue des Goachères datant pour la plupart des années 1950.
Côté ouest, l’avenue longe, jusqu’à la rue de la Division-Leclerc, le talus de la ligne du tramway T 12, anciennement ligne de Grande Ceinture puis RER C. Au-delà de ce croisement,  l’avenue s’éloigne de la voie ferrée, longe la Mairie ouverte en 1984 et l’espace vert des Goachères aménagés au milieu des années 1980 à l’emplacement d’un bidonville supprimé au début des années 1970 qui s'étendait jusqu'à l'avenue et en bordure de la place Schoelcher.